# Harlem Shake (internetes mém)
A Harlem Shake egy internetes mémmé lett zene és tánc, ami 2013-ban volt népszerű a YouTube-on, akárcsak előző évben a Gangnam Style. Lényege, hogy a videókon megjelenő szereplők a Harlem Shake zenéjére vonagló, ritmikus táncba kezdenek. Ennek a táncnak nincs köze az eredeti harlemi shake tánchoz.

## A mém eredete
A zenéje egy 1981-es hiphop-slágerhez köthető, amit 2012-ben az amerikai zenész, DJ Baauer dolgozott fel. A mém ötlete a Filthy Frank nevű Youtube felhasználó által 2013. január 30-án feltöltött "Filthy Compilation #6" című videóból ered. Három nappal később Filthy Frank videójának feldolgozásából született mém, miután öt queenslandi tinédzser feltöltött egy videót a YouTube-ra, a TheSunnyCoastSkate felhasználónevet használva. A videó napok alatt milliós tábort vonzott, majd követőkre talált, így fél hónap leforgása alatt 40 ezer Harlem Shake videót töltöttek fel az internetezők.

## A mém formája
A mém többnyire Baauer zenéjének 30-32 másodperces verziójára épül (az első fél percre). A videókon számtalan különböző élethelyzetben (pl. irodában vagy tűzoltókocsiban) látható alakok közül először egy ember kezd mozgásba, míg a többiek végzik megszokott teendőiket vagy nem reagálnak, majd a 15. másodpercnél, a basszus megjelenésekor az egész közösség őrült mozgásba kezd (ez a mozgás nem tévesztendő össze az eredeti Harlem Shake koreográfiával). A videók második felében a szereplők gyakran feltűnő öltözéket viselnek vagy éppen azok hiánya feltűnő.

## Terjedése
Jól példázza a mém sikerét, hogy míg 2013. február 10-én 4000 Harlem Shake videót töltöttek fel a YouTube-ra, egy nappal később már 12 000, melyek összesen 44 millió egyedi nézőt vonzottak. Február 15-re a 40 000 Harlem Shake verzió létezett és 175 millió látogatója volt összesen. Ugyanezen napon Baauer zenéje 1. helyet ért el a iTunes Store amerikai listáján és 2. helyet a brit és ausztrál listákon.[forrás?] Eddig olyan világsztárok járták táncot a Harlem Shake-re, mint a Manchester City focistái, Jeff Gordon NASCAR versenyző, Azealia Banks vagy Matt&Kim. A mém Magyarországon is átsöpört, többek közt a budapesti Gyermekvasutasok is erre a zenére "őrjöngtek".

## Kritikai fogadtatása
A Harlem Shake-et gyakran hasonlítják a 2012-ben köztudatba került Gangnam Style-hoz. Kiemelik ugyanakkor azt a különbséget, hogy míg a Gangnam Style - sok más korábbi mémhez hasonlóan - egy művész videója és koreográfiája alapján született, a Harlem Shake más jelenség: a tömeg a forrása. A harlemiek ugyanakkor bírálják a mém elindítóit, mivel a táncoknak nincs közük az eredeti Harlem Shake-hez, és rombolja saját koreográfiájuk imázsát.

## Fordítás
- Ez a szócikk részben vagy egészben a Harlem Shake (meme) című angol Wikipédia-szócikk ezen változatának fordításán alapul.  Az eredeti cikk szerkesztőit annak laptörténete sorolja fel. Ez a jelzés csupán a megfogalmazás eredetét és a szerzői jogokat jelzi, nem szolgál a cikkben szereplő információk forrásmegjelöléseként.